# Czerwony Klasztor (miejscowość)
Czerwony Klasztor (słow. Červený Kláštor) – miejscowość (obec) w powiecie Kieżmark, w kraju preszowskim na Słowacji. Rzeka Dunajec oddziela Czerwony Klasztor od polskiej wsi Sromowce Niżne.

## Położenie geograficzne i komunikacja
Usytuowany jest nad rzeką Dunajec, w ciasnej dolinie przy ujściu Lipnika, zwanej Doliną św. Antoniego. Od wschodu wznosi się należąca do Pienin Klasztorna Góra (657 m), od zachodu Uhliská (600 m) znajdujące się już w Magurze Spiskiej. Do miejscowości tej należą również dwie dawniej samodzielne osady: Szwaby Niżne (słow. Nižné Šváby) i Śmierdzonka (słow. Smerdžonka, po II wojnie światowej zmieniona na Červený Kláštor-kúpele), której nazwa pochodzi od źródła mineralnego o silnym zapachu siarkowodoru.
Dojechać można drogą od Niedzicy przez Łysą nad Dunajcem i Starą Wieś Spiską. Ze Sromowiec Niżnych przez Dunajec przerzucona jest kładka dla pieszych i rowerzystów do Czerwonego Klasztoru. Pieszo lub rowerem można również dostać się także spacerową Drogą Pienińską ze Szczawnicy (zakaz wjazdu pojazdów silnikowych).

## Historia i zabytki
Miejscowość znana jest przede wszystkim z dawnego klasztoru kartuzów i kamedułów – Czerwonego Klasztoru. Został on ufundowany przez węgierskiego magnata Kokosza Berzewiczego w 1319 r. Fundacja ta była częścią kary, jaką miał ponieść za zabicie Chyderka z rodu Gyorgów (za karę miał ufundować 6 klasztorów oraz zamówić w nich 4 tys. mszy). Znajdujący się na terenie klasztoru gotycki kościół pod wezwaniem św. Antoniego pochodzi z lat 1360–1400, rozbudowywany w latach 1496–1506.
Miejscowość Czerwony Klasztor powstała w 1948 r. z połączenia wsi Niżne Szwaby i Śmierdzonka oraz osady Czerwony Klasztor wraz z najbliższą okolicą.

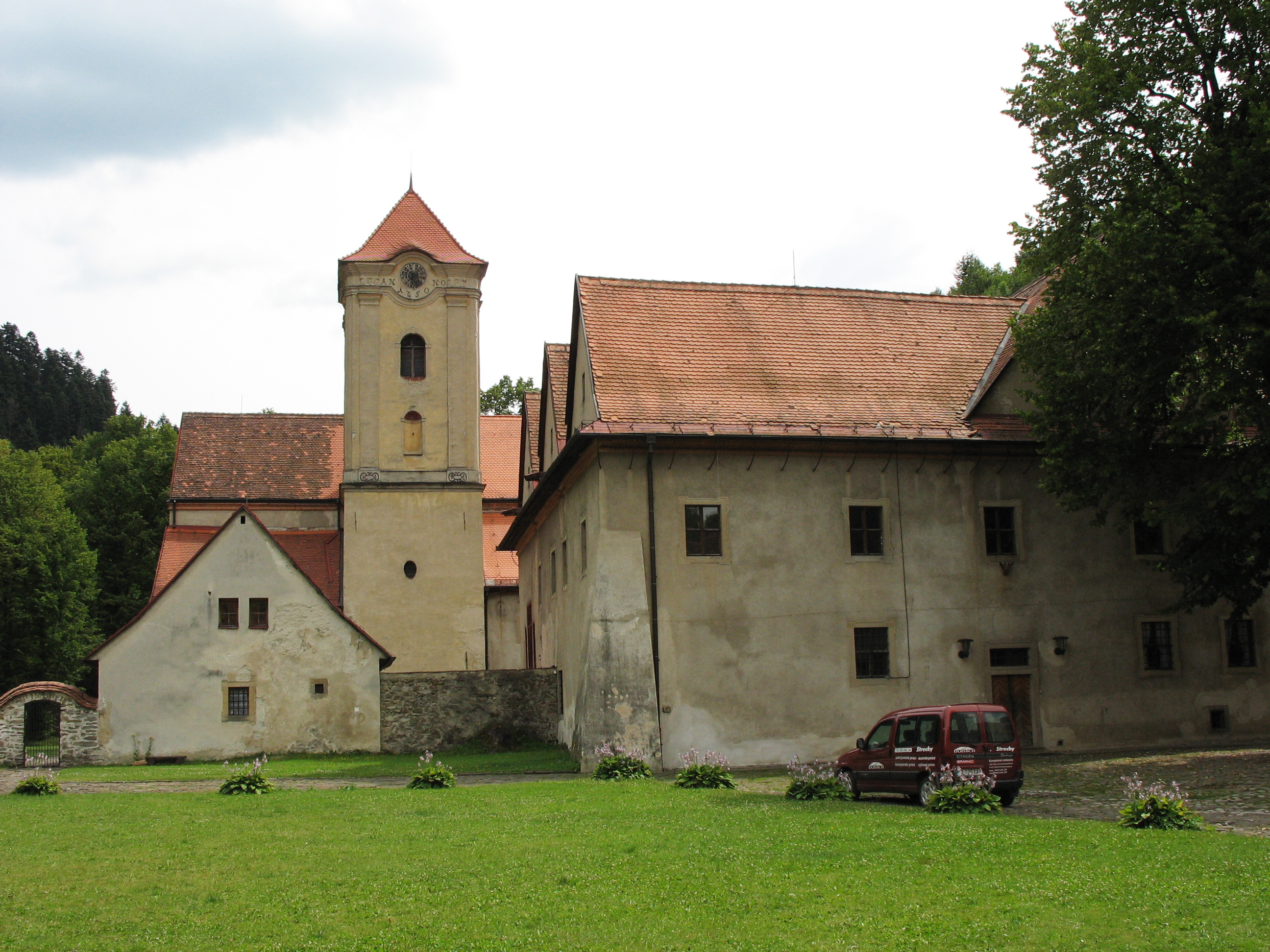
Czerwony Klasztor – dawny zespół klasztorny
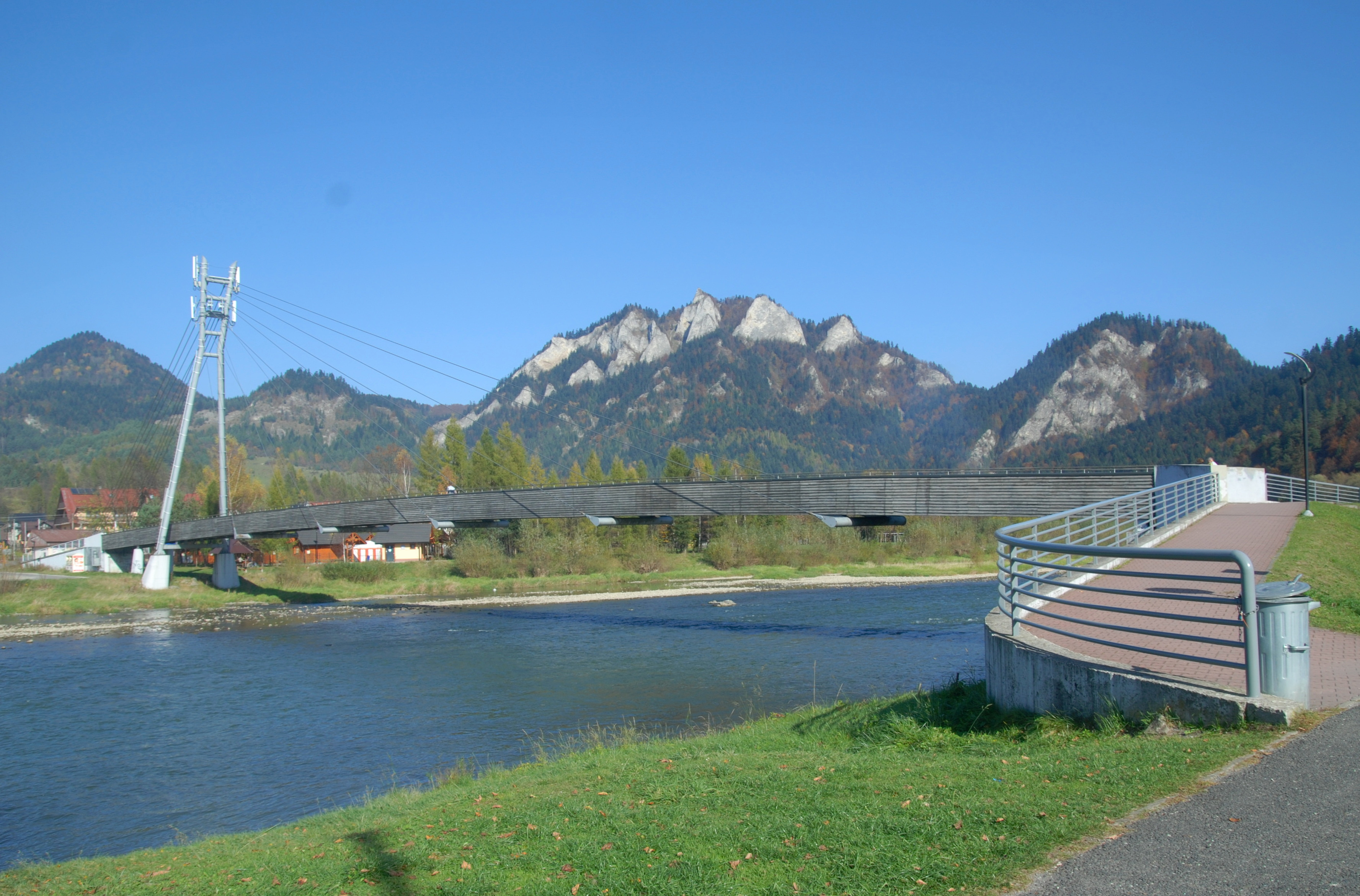
Kładka na Dunajcu
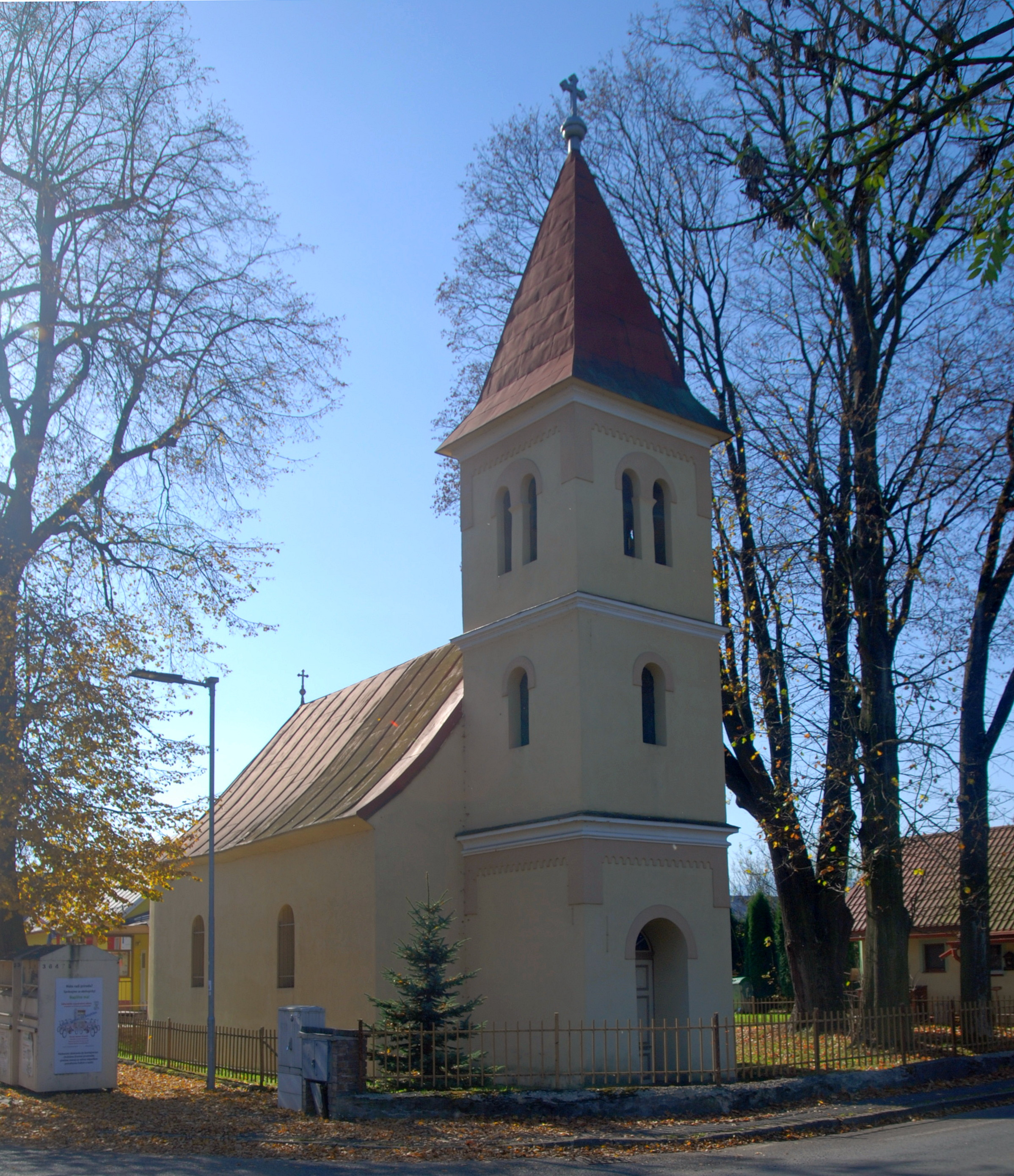
Kościół ewangelicki

## Kultura
We wsi jest używana gwara spiska, zaliczana przez polskich językoznawców jako gwara dialektu małopolskiego języka polskiego, przez słowackich zaś jako gwara przejściowa polsko-słowacka.

## Turystyka
Miejscowość jest centrum turystycznym. Przy zespole klasztornym znajduje się restauracja, bufety, sklepy z pamiątkami. Obok niego autocamping z polem namiotowym, na którym w czerwcu odbywa się festiwal Zamagurské folklorné slávnosti. Nad Dunajcem jest pawilon PIENAP-u i przystań flisacka, z której przez Pieniński Przełom Dunajca spływają słowackie tratwy. Miejscowość jest połączona z polską wsią Sromowce Niżne kładką pieszo-rowerową nad Dunajcem. Tym sposobem Czerwony Klasztor jest skomunikowany z polskimi atrakcjami turystycznymi takimi, jak zabytkowy drewniany kościół w Sromowcach Niżnych. Przez tę polską wieś istnieje także możliwość wejścia na najbardziej znany szczyt Pienin – Trzy Korony. Nad Dunajcem rośnie 15 starych lip, które w 1972 r. uznane zostały za pomniki przyrody; ich wiek wynosi 200–350 lat.
Szlaki turystyczne
  czerwony: Czerwony Klasztor – Przełęcz pod Klasztorną Górą – Płaśnie – przełęcz Pod Płaśniami – Aksamitka – Przełęcz pod Tokarnią – Wielki Lipnik. 3.15 h, ↓ 2.45 h
  niebieski: Czerwony Klasztor – Przełęcz pod Klasztorną Górą – przełęcz Limierz – Leśnica. 1:45 h, ↓ 1.35 h
  żółty: Droga Pienińska – przełęcz Limierz. 50 min, ↓ 35 min.
  pieszy i rowerowy (Droga Pienińska): Czerwony Klasztor – Szczawnica. Pieszo ok. 2:30 h w jedną stronę. Od szlaku odgałęziają się inne szlaki.